# Медоевичи (община Соколац)
Медоевичи (на сръбски: Медојевићи) е село в Босна и Херцеговина, разположено в община Соколац, в ентитета на Република Сръбска. Намира се на 834 метра надморска височина. Населението му според преброяването през 2013 г. е 25 души, от тях: 24 (96,00 %) сърби, 1 (4,00 %) неизвестен.

## Население
Численост на населението според преброяванията през годините:
- 1961 – 190 души
- 1971 – 137 души
- 1981 – 66 души
- 1991 – 37 души
- 2013 – 25 души